# Брікстон (Лондон)
Брікстон (англ. Brixton) — район у (боро) Ламбет, Південний Лондон, розташований за 6 км на південний схід від Чарінг-кросс.
Позначений як один із 35-ти основних центрів, включених до Плану стратегії розвитку Лондона.
Характерною рисою місцевого населення є наявність великої кількості іммігрантів. 
Серед інших виділяється велика громада вихідців із держав Карибського басейну та країн Африки, які становлять близько чверті населення Брікстона.
В архітектурному вигляді переважає житлова забудова; численні об'єкти роздрібної торгівлі, у тому числі популярний ринок, а також заклади культурно-розважальної галузі.

## Історія

### Походження назви
Назва вперше згадується в 1062 як давньоанглійське Brictsiges stan, у значенні «камінь людини на ім'я Beorhtsige». 

Імовірно, саксонський правитель Childe Beorhtsige (Brictsi) встановив прикордонний кам'яний стовп, що відзначав місце, де проходили збори членів колегії - органу управління староанглійської сотні.
Хоча не відоме точне розташування каменю, швидше за все це була вершина Брікстонського пагорба. 
Задовго до виникнення перших поселень на околиці пагорба, ця місцевість також була відома як Bristowe Causeway  завдяки прокладеному в античні часи тракту. 
Окремі ділянки цієї римської дороги прокладені по насипах через вологі низовини; в англійській мові заведено називати такі насипні дороги "causeway".

### Вікторіанська епоха
Після відкриття в 1816 мосту через Темзу в районі Воксголла покращилося транспортне сполучення районів, що знаходяться на південь від річки, з центром Лондона.

## Транспорт
- автобуси London Buses маршрутів: 2, 3, 35, 37, 45, 59, 109, 118, 133, 159, 196, 250, 322, 333, 345, 355, 415, 432, P4, P5, N2, N3, N35, N109, N133
- метростанція Брікстон
- залізнична станція Брікстон